# Школа № 1533 «ЛИТ»
Школа № 1533 «ЛИТ» — государственное бюджетное общеобразовательное учреждение (ГБОУ) в Москве, ориентированное на получение учащимися предпрофильной и профильной подготовки по специальности «информационные технологии». Кроме того, есть возможность подготовки к поступлению в экономические вузы. Лицей является одной из ведущих московских и российских школ. С 1992 года ЛИТ — ассоциированная школа ЮНЕСКО. С 2018 года директор лицея — Широков Дмитрий Владимирович (выпускник ЛИТа 2001 года). Предыдущий бессменный директор лицея с 1991 года — Кравчук Татьяна Петровна, отличник народного просвещения, заслуженный учитель Российской Федерации. Умерла 23 августа 2017 года. Заместитель директора лицея по науке — Гиглавый Александр Владимирович, кандидат технических наук, отличник народного просвещения.

## История лицея
В 1972 году по инициативе Института электронных управляющих машин был создан Московский Учебно-производственный центр вычислительной техники (УПЦ ВТ). Первым его научным руководителем стал Александр Львович Брудно — выдающийся математик и педагог. Учительский коллектив центра смог разработать и реализовать новаторский учебный план, основное место в котором заняли курсы по алгоритмике, программированию, компьютерному моделированию и экономике. Появление персональных компьютеров позволило реализовать в центре проектные методы обучения, организовать первые в стране олимпиады по программированию. Многие из выпускников центра выбрали для продолжения образования те вузы и факультеты, в учебных планах которых ИКТ-образование занимает ключевые позиции.
В 1991 году УПЦ ВТ был преобразован в первое в стране профильное образовательное учреждение для учащихся старших классов с полным набором компонент общеобразовательного учебного плана — Лицей информационных технологий (ЛИТ).
В 1992 году лицей стал ассоциированной школой ЮНЕСКО.
В 1994 году лицей получил статус образовательного учреждения городского подчинения.
В 2006 году разворачивается сотрудничество лицея с издательским домом Открытые системы.
В 2011 году лицею исполнилось 20 лет.
В 2013 году у лицея появился второй корпус, находящийся возле метро Профсоюзная. В этом корпусе лицея обучаются 5 — 8 классы.
В 2015 году к лицею был присоединён третий корпус, находящийся по адресу ул. Кржижановского, 4а. В нём обучаются 3 — 4 классы и работает блок дополнительного образования.
В 2016 году лицей отметил своё 25-летие. Также в этом году был запущен проект «Малый ЛИТ», представляющий собой платное дополнительное образование по математике, русскому языку и литературе для учащихся 2-х, 4-х и 5-х классов школ.
В 2021 году лицей отметил своё 30-летие с новым директором школы Широковым Дмитрием Владимировичем.

## Здания лицея
У Лицея три здания. Первое открылось в 1991 году, второе — в 2013 году, третье — в 2015 году.
Первое здание находится по адресу Ломоносовский проспект, дом 16, недалеко от станции метро «Университет» Здание пятиэтажное. На 1 — 4 этажах располагаются кабинеты сотрудников, спортивный зал и аудитории. На 5-м этаже располагается актовый зал. В этом здании обучаются 9 — 11 классы.
Второе здание расположено по адресу Профсоюзная улица, дом 24, корпус 4, недалеко от станции метро «Профсоюзная». Здесь учатся 5 — 8 классы.
Третье здание находится на ул. Кржижановского, 4а. Там учатся дети 3 — 4 классов и работают кружки и секции дополнительного образования.

## Учёба в лицее
Учёба в лицее бесплатная. Большинство предметов преподаются по базовой системе обучения. Профильные (математика, английский язык, информатика, экономика, физика) преподаются по углублённой программе.
В 9-м классе учащемуся необходимо выбрать одну из трёх специальностей — «Программист-лаборант», «Оператор компьютерной графики» или «Менеджер информационных систем». Первая подразумевает углублённое изучение системного программирования, вторая — компьютерной графики, третья — прикладной экономики.
В 10-м классе необходимо защитить выпускную (дипломную) работу, чаще всего — выполняющуюся под началом научных руководителей из дружественных ВУЗов. В дальнейшем многие из этих работ презентуются на конференциях, занимают призовые места на престижных конкурсах, таких как Intel ISEF, конкурс «Юниор», дающих право льготного поступления в ВУЗы.

## УЛИСС
Учебная лицейская информационно-сетевая система (УЛИСС) — электронное хранилище учебных материалов лицея. Здесь располагаются электронный дневник, где учащийся, учитель или родители учащегося могут всегда посмотреть домашнее задание. Изменения могут вносить только учителя (каждый по своему предмету) и кураторы потоков.
До 2015 года в УЛИССе хранились оценки лицеистов. С 2015 года для этого используется общегородская московская система.
До 2016 года УЛИСС являлся значительно переделанной под реалии лицейских учебных процессов версией LMS Moodle 2.0. Доработка системы полностью проведена сотрудниками лицея.
С 2016 года запущен УЛИСС 2.0, располагающийся на сайте Лицея. Материалы УЛИСС 2.0 открыты всем посетителям сайта, без необходимости авторизации, в отличие от предыдущей версии УЛИСС.
В 2018 году вернули необходимость авторизации в УЛИССе.

## Конференция «Электронная Россия: выбор молодых» (ЭРВМ)
В 2002 году по инициативе ЛИТ, Московским департаментом образования при поддержке Министерства образования РФ была учреждена и проведена первая всероссийская научно-техническая конференция учащихся старших классов «Электронная Россия: выбор молодых» (ЭРВМ). С 2003 г. конференция проводится ежегодно в марте на базе ЛИТ. ЭРВМ является отборочным этапом Московского городского конкурса научно-исследовательских и проектных работ обучающихся.
Тематика секций — «Программирование и моделирование», «Компьютерная графика и мультимедиа», «Цифровые юниоры» и «Инструментальная поддержка учебного процесса».

## Сотрудничество с внешними организациями
Лицей сотрудничает со многими вузами, факультетами и организациями. Среди вузов и факультетов — Факультет вычислительной математики и кибернетики МГУ, НИУ ВШЭ, Российский государственный университет нефти и газа имени И. М. Губкина и др.
Среди организаций — Microsoft, Лаборатория Касперского, Autodesk и др.

## Лицейская жизнь
Лицей регулярно проводит экскурсии, поездки, турслёты, в которых может принять участие любой учащийся лицея.
Для любителей туризма в лицее имеется турклуб.
Каждый сентябрь в лицее проводится большой лицейский турслёт.
Каждый декабрь в лицее проводится недельная экономическая ролевая игра Crazy Week, направленная, среди прочего, на развитие предпринимательских навыков учащихся.

## Преподаватели
Многие преподаватели — лауреаты престижных премий, обладатели почётных званий, отличники народного просвещения.
Кроме того, почётными званиями Заслуженный учитель Российской Федерации обладали:
- Кравчук Татьяна Петровна — первый директор лицея, Отличник народного просвещения, Заслуженный учитель Российской Федерации; награждена Орденом Трудового Красного Знамени[5].

- Златкис Юлий Абрамович — Отличник народного просвещения, Заслуженный учитель Российской Федерации, Соросовский учитель[28].

## Знаменитые выпускники
Сухомлин, Владимир Владимирович — российский интернет-журналист. Как сетевой журналист, он одним из первых освоил и применил на практике новые методы и технологии СМИ для создания высокоэффективных авторских политических электронных ресурсов, строго ориентированных тематически на самые болевые точки современного общества — локальные конфликты.
Многочисленные победители и призёры конкурса «Юниор» выходят из стен лицея. Призёры этого конкурса представляют Россию в международном конкурсе Intel International Science and Engineering Fair в США, где так же занимают призовые места.

## Публикации о лицее
О лицее имеются многочисленные публикации в специализированной прессе, касающейся профиля лицея — информационных технологий, а также в некоторых вузовских студенческих изданиях.

## Лицей в рейтингах
В 2016 году лицей занял 23-е место в рейтинге лучших школ России по поступлению выпускников в вузы, подготовленном рейтинговым агентством Эксперт РА.